# Ljubiša Stefanović
Ljubiša "Leo" Stefanović (en serbi: Љубишa Cтeвaнoвић, 4 de gener de 1910 - 17 de maig de 1978) fou un futbolista serbi de la dècada de 1930.
Fou jugador de BSK Beograd, i diversos clubs francesos com FC Sète, SC Nîmes, AS Saint-Étienne o Toulouse, i fou internacional amb Iugoslàvia amb qui participà en el Mundial de 1930.